# تيري فورلو
تيري فورلو (بالإنجليزية: Terry Furlow)‏ مواليد 18 أكتوبر 1954 في فلينت - الوفاة 23 مايو 1980، كان لاعب كرة سلة أمريكي. بدأ مسيرته الاحترافية في سنة 1976. تم اختياره من قبل فريق فيلادلفيا سفنتي سيكسرز خلال الدرافت. حمل الرقم 25. بلغ طوله 6 قدم 4 بوصة (1.9 م). اعتزل اللعب في 1980.

## المسيرة الاحترافية
لعب مع فيلادلفيا سفنتي سيكسرز في موسم 1976–1977، ثم لعب مع كليفلاند كافالييرز من سنة 1977 إلى 1979، ثم لعب مع أتلانتا هوكس في سنة 1979، ثم لعب مع يوتا جاز في موسم 1979-1980.

## روابط خارجية
- تيري فورلو على موقع إن بي أي (الإنجليزية)
- تيري فورلو على موقع سبورتس رفرنس (الإنجليزية)
- تيري فورلو على موقع كلية كرة السلة في سبورتس رفرنس.كوم (الإنجليزية)
- تيري فورلو على موقع ريلجم (الإنجليزية)
- تيري فورلو على موقع بروبوليرز (الإنجليزية)